# Beleg van Namen (1692)
Het Beleg van Namen was een belangrijk wapenfeit tijdens de Negenjarige Oorlog. Tussen 25 mei en 30 juni 1692 werd de stad Namen in de Spaanse Nederlanden belegerd door het leger van Lodewijk XIV van Frankrijk. Het beleg was tevens een strijd tussen de twee grootste militaire ingenieurs van die tijd, namelijk Sébastien Le Prestre de Vauban en Menno van Coehoorn.

## Aanloop
In 1691 werd de Negenjarige Oorlog op vijf verschillende fronten uitgevochten: in de Zuidelijke Nederlanden, bij de Moezel, de Rijn, in Piedmont en in Roussillon. Om de Franse grens in het noorden te verstevigen was een verovering van de sterke vesting Namen een belangrijk punt in het Franse krijgsplan. Kort daarvoor had Willem III van Oranje zijn vestingbouwer Menno van Coehoorn naar Namen gestuurd om de Citadel van Namen uit te breiden. De nieuwe fortificaties waren nog niet half voltooid toen het beleg begon.
Ter voorbereiding van het beleg hadden Vauban en zijn werknemers, verkleed als omwonenden, studies gemaakt van de nieuwe verdedigingswerken van Namen.

## Beleg
Toen de Fransen het beleg rondom de stad sloegen, liet Vauban eerst een kilometers lange aarden wal rond de stad aanleggen, zodat niemand uit de stad kon ontsnappen en de belegeraars een bescherming in de rug hadden. 151 Kanonnen werden opgesteld op de hoogten van Bouge en Montagne Sainte-Barbe (Jambes) voor het bombardement op de stad. Het Zuid-Nederlandse garnizoen in de stad bestond uit 8.500 soldaten: Duitsers, Hollanders, Spanjaarden, Waalse regimenten en vrijkorpsen. Al na zes dagen (5 juni) moest de stad capituleren, maar de verovering was pas een feit als ook de citadel was gevallen. Ondertussen trok Willem III met een leger richting Namen op om het beleg af te breken en het was aan Luxembourg om de aanval van de coalitie tegen te houden.
Tijdens het beleg raakte Van Coehoorn gewond aan het hoofd door een bomscherf, maar hij bleef onvermoeid zijn mannen aanvoeren. Door het tactisch vernuft van Menno van Coehoorn was Vauban genoodzaakt tot zevenmaal toe zijn artillerie te verplaatsen tijdens het beleg. Pas op 22 juni werden de verdedigers onder de voet gelopen door de Franse belegeraars. Franse dragonders konden aanvallen langs een slecht afgegrendeld ravijn. Vauban zou na de nederlaag Van Coehoorn hebben toegesproken dat hij had verloren van de grootste koning ter wereld. Volgens een andere traditie zou Lodewijk XIV een persoonlijke ontmoeting gewenst hebben met Coehoorn, die zich als laatste zou hebben overgegeven.

## Nasleep
De overwinning van de Fransen in Namen werd in het land groots gevierd. In Parijs en andere steden was vuurwerk en allegorieën sierden de pleinen. Ook werd er een herinneringsmedaille uitgebracht met Lodewijk XIV als Romeinse keizer met een lauwerkrans om de slapen met als omschrift: "Lodewijk de Grote heeft de stad en het kasteel Namen na 30 dagen onder de ogen van 100.000 Duitsers, Spanjaarden, Engelsen en Nederlanders ingenomen."
De Franse blijdschap omtrent Namen werd sloeg al snel om in mineur toen de Franse vloot in de Slag bij La Hougue werd verslagen. Luxembourg bleef zijn achtervolging van Willem III voortzetten en werd in de Slag bij Steenkerke verslagen door de Hollandse stadhouder. In 1695 slaagden de Hollanders erin om de stad te heroveren.